# メガランコサウルス
メガランコサウルス (Megalancosaurus) は、三畳紀後期に生息していた、ドレパノサウルス科の爬虫類である。樹上生活をしていたと考えられている。イタリア北部、ノリアン階の累層から2種が産出する。属名は「長い腕のトカゲ」を意味する。タイプ種の種小名 preonensis は、化石がアルプス山脈のプレオーネから得られたことに由来する。

## 形態
成体で25センチメートル程度になる。カメレオンに似ており、おそらく同じように樹上性で、昆虫や他の小動物を食べていたと考えられる。尾の先端には脊椎骨が癒合した鉤爪のようなものが備わっている。肩は隆起しており、強力な筋肉が付着していたと推測される。また、後肢はコアラやクスクスに似ている。
いくつかの標本では2本の指が他の3本に対向していたが、全ての個体がこのような対向した指を持っているわけではなかった。これは性的二型と考えられ、交尾の際に雌雄どちらかが枝を強く保持しておかなければならなかったためだと推測される。
頭部は鳥によく似ている。頭骨は幅30ミリメートル、高さ12ミリメートルで、眼は大きく吻は細い。吻端には片側2本ずつの小さな前上顎歯があり、その後ろに間を空けて、22本の小さな上顎歯が並んでいた。眼窩は前方を向き、立体視が可能であったと考えられる。

## 歴史
初めて記載されたのは1980年で、前眼窩窓の存在から主竜類とされた。1994年、ドレパノサウルスの幼体と考えられていた2個体が本属に属するとされた。